# Секст Проперције
Секст Проперције (лат. Sextus Propertius, око 50. ― 16. п. н. е.) један је од главних песника римске љубавне елегије, аутор четири књиге Елегија (Elegiae, укупно 92 песме).

## Живот
О Проперцијевом животу познато нам је само оно што је он сам сматрао за потребно да каже о себи. Из његових песама закључујемо да се родио у умбријском граду Асизију (лат. Assisium), да је рано изгубио оца, да су његови рођаци у тзв. перузинском рату (40―41. п. н. е.) ратовали против Октавијана на страни Луција Антонија, брата тријумвира Марка Антонија, те да је стога породица настрадала приликом деобе земље Октавијановим ветеранима. Проперције је, ипак, био повезан с римским аристократским породицама, и то с оним које су касније, средином 1. века н. е., играле водећу улогу у сенатској опозицији против царске власти. Почетком двадесетих година п. н. е. Проперције се већ налазио у Риму, у кругу аристократске и књижевне омладине. Дружио се с Овидијем, с епским песником Понтиком и другим књижевницима блиским Меценатовом кругу. Хорације, званично поклоник старе грчке лирике, као да није много марио за овог самопрокламованог посленика Филете и Калимаха, премда су Проперцијеве песме умногоме блиске Катулу и Тибулу, Вергилију и самоме Хорацију. 
Премда многи Проперцију савремени и каснији аутори узгред помињу песника, они нам ништа не откривају о њему, осим што се може закључити да је овај елегичар био релативно познат и цењен све до 4. века н. е. Античка биографија Проперцијева није нам сачувана, вероватно зато што његове елегије нису читане у школама. Живот у коме је љубав постепено уступала место величању Рима и Августа ― али никад потпуно ― откривају нам, дакле, само његове песме. Последња (IV, 11) потиче из 16. п. н. е., па се мисли да је ускоро потом и умро. Готово ништа се не зна о Проперцијевом животу после окончања његове везе с Цинтијом, девејком која је била предмет обожавања у његовим елегијама. Могуће је да се оженио неком девојком која је заузела Цинтијино место (можда да би се могао квалификовати за финансијске олакшице које су ожењенима биле гарантоване по легес Иулиае из 18. п. н. е.), те да је из тог брака имао сина, како се дâ закључити из тога што касније Плиније Млађи помиње неког Проперцијевог потомка. 

### Цинтија: 1. књига Елегија
Проперцијеве су елегије сачуване у четири књиге. Распоред песама у њима углавном прати хронологију, па можемо код овога песника кроз дело пратити и његов живот и развој личности: прва књига (22 елегије) састављена је између 33. и 28. п. н. е.; друга књига (34 елегије) између 28. и 25. п. н. е.; трећа књига (25 елегија) између 24. и 22. п. н. е.; и четврта књига (11 елегија) између 21. и 16. п. н. е. Прва је књига у потпуности посвећена песниковој љубави, Цинтији, и првобитно је објављена као Cynthia Monobiblos (Цинтијина књига), како сведочи Марцијалов епиграм XIV, 189, у рукопису насловљен Monobyblos Properti: 
»Цинтија« ― младићка књига што речит Проперције створи ―

добар је стекла глас, исти и донесе дар.
Цинтијина књига састављена је промишљено: песме се распоређују по принципу контраста или образују мале циклусе. Уводна елегија, која почиње речју »Цинтија« има програмски карактер и већ описује »болесно« душевно стање песника, лудог од љубави; та песма као да даје основни тон целој збирци. Следеће нас песме упознају с песниковом драганом: у 2. песми слављење Цинтијине природне лепоте спаја се с песниковим осећањем несигурности који опомиње девојку против раскоши и козметичких средстава; ту сазнајемо и за Цинтијин песнички и музички таленат. Трећа је песма разрада хеленистичког мотива о томе како песник, касно се враћајући с гозбе, затиче своју драгу уснулу после чежњивог очекивања, што њеном лику придаје црте верности и скромности, да би с наглом променом тона при крају песме угледали и њену сурову страну. Неколико обраћања пријатељима који покушавају да песника раздвоје од Цинтије употпуњују слику његовог тешког ропства, али нам истовремено доказују да њему нема живота без »окрутне господарице« (4, 5. и 6. песма). Две песме (7. и 9.), упућене епском песнику Понтику, које супротстављају елегију и еп, служе као оквир да се покаже моћ песничке речи у љубави. Централни део те слике су песме 8а. и 8б: Цинтија, која се спремила да отпутује с Проперцијевим супраником, остаје у Риму, дирнута Проперцијевим стиховима; песма 8б. изриче кулминацију песникове среће и његовог задовољства својом драганом. Елегије прве збирке најчешће су упућене неком пријатељу или Цинтију, али има и монолога: ту је жалба у шумској самоћи (18) или на пустој обали (17), где лађа одвози Проперција од објекта његове љубави; и иначе је карактеристично за Проперција да ствара специфичне ситуације као оквир за усамљену лирику. У песми 10. Проперције објашњава свој »пророчки« таленат, своју стручност за питања љубави, коју је стекао захваљујући сопственим патњама. Затим се наговештава раскид с Цинтијом, која противно песниковој вољи одлази у по злу чувене Баје (11). До раскида је и дошло, јер у осталим песмама аутор опева само несрећну љубав: у 12. песми он се суочава са својим губитком (»Нисам сад онај ко бејах«), али и схвата да се не може променити (»Цинтија прва је страст, Цинтија биће и крај«). И у 13. песми признаје: »остадох сам, љубавни нестаде спој«, а затим креће са описивањем Галових љубавних невоља. Песма 14. је задивљујућа и по својој надахнутости и живости може се поредити с песмом 8б (завршава се речима: Све док је она са мном срећна, не плаши мене силан ниједан краљ, презирем обиља сјај«); песник се подсмева богатству свог пријатеља и хвалише се да на љубав не могу утицати злато и сјај, којима супротставља вођење љубави с Цинтијом; али та ситуација није реална: Проперције зна да је она сада с неким другим. У песми 15. већ је довољно храбар да јој упути строге прекоре. Претпоставља се да врата која изоварају тужаљку у 16. песми јесу у ствари Цинтијина врата; ту Проперције на оригиналан начин обрађује један мотив типичан за елегијску поезију. У 19. песми спајају се мотиви љубави и смрти, што ће песник у каснијим књигама често чинити, а 20. песма даје мит о Херакловом миљенику Хилу, где Проперције показује сву своју песничку вештину. Последње две песме збирке (21. и 22) тумаче се као директан политички напад, јер дају болну успомену на перузински рат, у коме је погинуо и неки Проперцијев рођак, борећи се против Октавијана. 

### Проперцијева »теорија књижевности«: 2, 3. и 4. књига Елегија
Пре но што се осмотри Проперцијево гледиште о поезији мора се погледати жена о којој пише. Обриси Цинтијиног лика могу се назрети прилично добро: она је, поред осталог, описана као жена која има склоности ка песништву и музици, којој су притом блиска и уживања која пружају гозбене свечаности. Њен се друштвени положај тешко може јасно утврдити: мада личи на хетеру из виших слојева, можда је била разведена или удовица сумњивог морала. Према Апулеју, Цинтијино је право име било Хостија. Оно што је, пак, јасно јесте да је она сексуално независна, потпуно или делимично: могуће је да је била удата, иако Проперције никада не помиње њеног мужа, већ само њене друге љубавнике. За разлику од хетера из Хорацијевог света еротике, она је у позицији да доминира, а то и чини; она је у стању да господари заљубљеним Проперцијем једноставно зато што може да каже »не«. Без личности као што је она Проперцијев тип љубави, па и живота, не би могао постојати.
Проперцијева се животна филозофија заснива на уверењу да се између љубави и живота поставља знак једнакости. То му и омогућава да за традиционално узвишену епску књижевну врсту тврди да је бескорисна (И, 7). С друге стране, елегија има моћ да придобије његову тврдоглаву и неверну драгану (како у пракси показује у И, 8б), а с обзиром на све оно знање и искуство које је у њој садржано, елегија може помоћи и другима (како отворено тврди у И, 10). У оквиру »живота који је љубав« (једино постојећег живота за Проперција) елегија је, дакле, корисна и има васпитно дејство, у поређењу с бескорисношћу епске поезије. Тако Проперције свом песништву приписује употребљивост и васпитну улогу, при чему та својста пориче оној врсти песништва за коју се традиционално везују. У песми II, 2. видимо како Проперције готово да злоупотребљава узвишену идеју да поезија може подарити бесмртност, јер својој елегији присваја моћ да бесмртност подари девојци. Хорације би свакако био међу онима који би то назвали злоупотребом, а да све буде занимљивије, у песми налазимо управо и Хорацијев језик бесмртности (употребљен у његовој чувеној 30. песми ИИИ књиге Песама), чиме та злоупотреба постаје упечатљивија.
Чини се, међутим, да Проперције овакве тврдње износи једноставно да би провоцирао, изазвао реакцију, а не да би понудио неку озбиљну информацију о природи своје поезије. Његове љубавне песме, посебно у 1. књизи, показују тенденцију да буду или драматске ― када се као на позорници гради одређена интеракција између песника и Цинтије или неке друге личности, или реторске ― када су песме заправо говори који, упућени различитим особама, изричу озлојеђеност, гнев, патњу, уживање итд. Најбољи је пример реторске песме елегија И, 20, где Галови љубавни доживљаји представљају само повод да би се испричао мит о Херакловом љубимцу Хилу. С већом је суптилношћу писана елагија II, 8, где Проперције свој бол, који осећа због губитка Цинтије, реторски оправдава сличним болом који је осећао Ахил због губитка Брисеиде.
У првој књизи, чији је већи део написан у време другог тријумвирата, Проперције је политички прилично независан, те се збирка завршава огорченом песмом о перузинском рату, огорченом на рачун Октавијана. Без обзира на то, квалитет прве књиге елегија донео му је такву популарност да је одмах привукао пажњу Мецената, који је, наравно, Проперцију сугерисао да се потхвати писања епа у славу Августових рес гестае. Прва елегија у другој књизи представља одговор на овај Меценатов предлог:
Питате зашто толико често о љубави пишем, одакле
мени толики стих долази нежности пун.
Не пева то Калиопа кроз мене нити Аполон:
једне ми девојке чар усади песнички дар. (II, 1, 1–4)
Да је само судбина, Мецено, такву ми снагу
дала – да чете у бој јуначке покрећем ја... (II, 1, 17–18)
У овој се елегији запажа неколико занимљивих елемената. Прво, да би одбио понуђено писање епа, Проперције се служи аргументом који је први употребио Вергилије, од кога су га преузели и други песници, међу њима и Хорације. Тај се аргумент у основи своди на тврдњу да би он то урадио када би могао, при чему се немогућност извршења таквог задатка објашњава недостатком талента или песниковом припадношћу одређеном поетском правцу. Проперције се, као и Вергилије, декларише као следбеник Калимаха, чија је естетика, како је било познато, искључивала епску поезију. Јасно је, међутим, да Проперције своје сврставање уз Калимаха не устврђује озбиљно, те да он свакако, за разлику од Вергилија, у то доба није био озбиљан следбеник Калимахове естетике. Изгледа да није ни имао намеру да се та његова тврдња узме сасвим за озбиљно: он је једноставно користи да би понуђени предлог одбио на духовит и достојанствен начин:
Морнар о ветру прича, орач о волу, војника
брине ранâ број, овце су чобанâ мар;
ја се, пак, биткама увек на кревету узаном бавим,
свако у чему је јак свој нека проводи дан.
Славно је мрети од љубави, једну доживети љубав,
о да имам ја моћ љубав да уживам сам! (II, 1, 43–48)
Одбијајући писање епа Проперције се не устручава ни од бацања жаока. Када Проперције у овој песми набраја која би све Августова дела опевао, »када би могао«, Меценат је морао осећати и извесно олакшање што Проперције то неће учинити: каталог Августових дела садржи и најружније епизоде из грађанског рата, као што је перузински рат, а такви су догађаји у Августово доба били бацани у заборав или тенденциозно улепшавани: 
Битке и подвиге Цезара твог бих описао, друга
тема би био ми ти – великог Цезара друг.
Ја бих опевао Мутину, Филипе, грађанска гробља,
пев'о бих поморски рат – велики сицилски бег,
многа сатрта огњишта старога етрурског рода,
како освоји Рим Фара птолемејског жал,
Египат ја бих пев'о и Нил што са седам ушћа
сапетих дође у град поставши потпуно слаб,
краљеве моћне бих певао с ланцима златним о врату,
многи акцијски брод Свети што прелази пут;
тебе би сместила моја Муза у ратове те јер,
владао рат или мир, царев си одани друг. (II, 1, 25–36)
Проперције је одбио да напише еп, али је од тада ипак био близак царским круговима, мада то само по себи не значи да је нестало његовог независног духа. Песма II, 1. се завршава неком врстом похвале Мецената, која указује на његово покровитељство над песником, али закључак песме истовремено инсистира на томе да Проперције до смрти остаје песник љубави:
Мецено, младости моје надо, што будише завист,
ти што за живот и смрт моју си правична част,
ако те случајно пут доведе до мојега гроба,
кола са јармом тад британска устави ту,
плачући збори овако пепелу моме немом:
»Строга је девојка смрт донела јаднику том«. (II, 1, 73–78)
Својеврсно пародирање Хорацијеве судбинске предодређености за писање поезије налазимо поново у елегији III, 3, која заједно с елегијом III, 1. представља програмску песму за трећу збирку. Ту Проперције на прилично бомбастичан и помало претенциозан начин понавља своју предодређеност да буде љубавни песник и Калимахов следбеник, а видљиво је и пародирање једне Хорацијеве песме (Царм. III, 4) у којој овај песник, такође претенциозно, тврди за себе да је римски Алкеј.
Већ у 3. књизи, међутим, назире се долазак другог Августовог периода: око 20. п. н. е., наиме, долази до прекретнице у природи владавине Августа, који напушта ранију политику »меког патроната« над песницима и демонстрира чвршћу руку неприкосновене власти. Меценат, који је дотад тактички посредовао између жеља цара и моралних скрупула песника, из непознатих се разлога тада повукао из јавнога живота, а Август почео да раскида, или барем модификује многе од оних републиканских форми што су као атавизми заостали из претходног раздобља. Тако и Проперције почиње тада да у своју поезију постепено укључује и теме од јавног интереса. Ипак, и у таквим песмама он задржава свој карактеристични независни дух, како би задовољио и цара и своје моралне и естетске ставове. У песми III, 4, на пример, која прославља Августову очекивану победу над Партима, Проперције се налази у улози оданог посматрача тријумфалне поворке, али у исто време надмоћно даје натукницу да ће ту поворку гледати лежећи у наручју своје драгане. Још је занимљивије што овој песми следи елегија у којој се надахнуто хвали мир (III, 5):
Амор је мира божанство, ми који љубав у срцу
имамо – волимо мир, с драганом водим ја бој.
Душу ми не мучи жудња за златом што завист буди,
нити ми бисера сјај моју утољава жеђ,
хиљаду волова земљу не ору ми кампанску плодну,
немам од пораза твог, Коринте, никакав ћар.
О Прометејевих руку ти дело, несрећно блато!
Његових руку си дар, добар ти не даде дух.
Није на душу мислио док ти је градио тело,
исправан мораше дух прва да буде му ствар.
Сада нас ветар на пучину баца, и тражимо свуда
непријатеља ми, спремамо поново рат. (III, 5, 1–12)
И премда се песма завршава позивом Партима да врате фамозне Красове заставе (што су Римљани дипломатијом и постигли, и што је Август обилато користио у својој пропаганди), тај позив звучи као молба да се уради једна симболична и суштински неважна ствар, како би се избегло ново убијање. Почетни стихови песме III, 12. још боље показују Проперцијеву независност (која је, не треба заборавити, ипак могла ићи само до границе коју је одређивао цар):
Како си, Постуме, могао Галу да оставиш плачну,
станеш у бојни ред, с Августом кренеш у рат?
Зар ти је важније славу да стекнеш у пљачкању Парта,
него да услишиш ти Галине молбе и жуд? (III, 12, 1–4)
У четвртој књизи, написаној током другог Августовог периода, видљиви су знаци директног царевог патроната: Хорације је у то време невољно издао четврту књигу Песама, а »римски Калимах« се осећао обавезним да се читаоцима представи делом које би заиста било калимаховско и истовремено патриотско. Калимах је био познат по песмама које описују порекло грчких обичаја, те је Проперције у четвртој књизи својих елегија унео и песме које се баве пореклом римских обичаја. Наравно, више нису биле могуће успутне опаске које су се могле тумачити као одраз опозиционарског расположења према царској власти, али је Проперције и у последњој збирци сачувао нешто од своје независности и хумора.
На Проперција се угледао и од њега позајмљивао нарочито Овидије, а натписи на зидовима кућа у Помпејима сведоче о популарности његових елегија 1. веку н. е. У средњем веку Проперције готово у потпуности заборављен лежи у тами. Интересовање за њега појављује се поново у доба ренесансе, када је један од најчитанијих римских аутора.